# جلان بوس
جلان بوس (بالإنجليزية: Glen Boss)‏ هو فارس أسترالي، ولد في 21 أغسطس 1969.